# Batalla de Ihtiman
La batalla de Ihtiman (en búlgaro: Битка при Ихтиман)  tuvo lugar en 1355 entre los búlgaros y los turcos otomanos y terminó con una victoria búlgara, ya que los búlgaros lograron repeler a los turcos, porque su próximo ataque no fue hasta 1370. Se desconoce el lugar exacto de la batalla, pero una crónica búlgara anónima menciona que las tropas de Mikhail Assen se enfrentaron con los invasores antes de llegar a Sofía .

## Orígenes del conflicto
Después de que los otomanos se apoderaran de las primeras fortalezas en los Balcanes en 1352, rápidamente iniciaron expandir su territorio en Europa. A partir del año 1354, sus grupos de asalto comenzaron a saquear la Tracia búlgara, devastando las regiones de Plovdiv y Stara Zagora, y al año siguiente lanzaron una campaña contra la ciudad clave de Sofía.

## La batalla
El hijo del zar Iván Alejandro, Miguel Asen, convocó a un ejército para detener el avance enemigo. La batalla fue feroz, los búlgaros sufrieron fuertes bajas y su comandante y heredero al trono fue asesinado. Sin embargo, las pérdidas otomanas también fueron grandes y no pudieron continuar su camino hacia Sofía.

## Consecuencias
La batalla puso de manifiesto que los búlgaros no estaban dispuestos a desafiar a los turcos en campo abierto y la pérdida del mayor y supuestamente más capaz hijo fue un gran golpe para el zar búlgaro. Pero la batalla y su muerte no fueron en vano: los otomanos fueron capaces de llegar a Sofía 30 años después en 1382. Pero durante ese tiempo, los búlgaros no pudieron evitar que se apoderasen de toda la Tracia.